# Marchara
La Marchara (in russo Мархара?) è un fiume della Russia siberiana orientale (Sacha-Jakuzia), affluente di destra della Marcha, nel bacino idrografico del Viljuj.
Il fiume ha origine sull'altopiano del Viljuj e scorre in direzione orientale, successivamente svolta a settentrione nella parte nord-occidentale del bassopiano della Jacuzia centrale. Sfocia nella Marcha a 766 km dalla foce. Gela da metà ottobre sino a fine maggio. I maggiori affluenti sono Marcharakan (109 km), proveniente dalla sinistra idrografica; Delingdekjan (79 km), dalla destra.